# Русско-Караевское сельское поселение
Русско-Караевское сельское поселение — упразднённое муниципальное образование Темниковского района Республики Мордовия.
Административный центр — деревня Русское Караево.

## История
Образовано в 2005 году в границах сельсовета.
Законом от 19 мая 2020 года, в июне 2020 года были упразднены Русско-Караевское сельское поселение и одноимённый ему сельсовет (населённые пункты включены в Русско-Тювеевское сельское поселение и одноимённый ему сельсовет)

## Население
| 2002 | 2010 | 2012 | 2013 | 2014 | 2015 | 2016 |
| ---- | ---- | ---- | ---- | ---- | ---- | ---- |
| 820  | ↘680 | ↘660 | ↘644 | ↘643 | ↘638 | ↘636 |
| 2017 | 2018 | 2019 | 2020 |      |      |      |
| ↘633 | ↘617 | ↘592 | ↘577 |      |      |      |

По населённым пунктам распределится следующим образом:
1. деревня Русское Караево 297
2. деревня Большое Татарское Караево 231
3. деревня Сосновка 104
4. посёлок Пушта 71
5. посёлок Нижний Сатис 2
6. посёлок Романовский 6
7. посёлок Росстанье 1

Итого: 712

## Населённые пункты
В состав поселения входят:
7 населённых пунктов:
1. деревня Русское Караево
2. деревня Большое Татарское Караево
3. деревня Сосновка
4. посёлок Пушта
5. посёлок Нижний Сатис
6. посёлок Романовский
7. посёлок Росстанье